# 筒井神社
筒井神社（つついじんじゃ）は、滋賀県東近江市蛭谷にある神社。別名：筒井八幡宮。祭神は八幡大神（応神天皇）と惟喬親王。

## 概要
貞観7年（865年）に宇佐八幡宮から勧請したと伝えられ、当初は旧永源寺町と旧愛東町の境にある筒井峠の伝惟喬親王御陵近くにあったが、明治初年に麓の現在地に移転された。
この地は惟喬親王が人々に轆轤の使い方を教えて、木地師を生み出した小椋の地と伝えられてきた。異説によれば、ここは親王の子である兼覧王の所領があった場所で、後年になって親王に遡らせた由緒が創作されたとも言う。
江戸時代に入ると、それまで自由に山林を渡り歩いてきた木地師と幕藩体制との対立が顕在化し、木地師は惟喬親王から続く由緒を根拠に山林での自由な伐採と通行の権利を主張しようとした。
それに応えたのが、蛭谷の筒井八幡宮（現在の筒井神社）と君ヶ畑の大皇大明神（現在の大皇器地祖神社）であり、両社は全国の木地師は自分達の氏子であると主張をした。両社は氏子狩を行い、全国の木地師を氏子に編入して奉加料・初穂料を名目に金銭などを徴収する一方で、氏子として庇護を与えた。
その中で、筒井八幡宮と大皇大明神の間で氏子の奪い合いに発展することになるが、これに朝廷の祭祀を巡る吉田家と白川家の対立が絡み、筒井八幡宮は吉田家を、大皇大明神は白川家を頼ることになった。
元禄期の筒井八幡宮の宮司であった大岩重綱（助左衛門）は、「朱雀天皇の綸旨」や「織田信長の免状」などの偽文書を作成し、由緒書として正統性を主張する材料に用いていたことが知られている。
正保4年（1647年）から明治26年（1893年）に至る氏子狩帳35冊が伝えられ、滋賀県の指定民俗文化財とされている。同帳に記された氏子の居住地域は陸奥・出羽から九州まで46か国（明治初期に成立した羽前・羽後・陸前・磐城・岩代を含む）にわたっている。